# 貝亞特麗絲二世 (勃艮第)
貝亞特麗絲二世（法語：Béatrice II de Bourgogne，1193年—1231年5月7日），勃艮第女伯爵，奧東一世的次女，1205年至1231年在位。

## 家庭
1208年，貝亞特麗絲與梅拉尼亞的奧托一世結婚，兩人共有1子3女：
1. 貝亞特麗絲（英语：Beatrix of Andechs-Merania）（1210年—1271年）
2. 阿格尼絲（英语：Agnes of Merania (1215–1263)）（1215年—1263年）
3. 奧東三世（1218年—1248年）
4. 阿德萊德（？年—1279年）